# NHL 2024/25
Die NHL-Saison 2024/25 ist die 108. Spielzeit der National Hockey League (NHL). Die reguläre Saison begann am 4. Oktober 2024 und endete am 17. April 2025. Topscorer und somit Gewinner der Art Ross Trophy wurde wie im Vorjahr Nikita Kutscherow von den Tampa Bay Lightning, während Leon Draisaitl als erster Deutscher die Maurice Richard Trophy als bester Torschütze der Liga erhielt. Als MVP und somit mit der Hart Memorial Trophy wurde Connor Hellebuyck von den Winnipeg Jets ausgezeichnet, die auch die Presidents’ Trophy als punktbestes Team der regulären Saison gewannen.
Die Stanley-Cup-Playoffs 2024 begannen am 19. April 2025 und endeten am 17. Juni 2025 mit dem 4:2-Sieg der Florida Panthers gegen die Edmonton Oilers.

## Ligabetrieb

### Gründung des Utah Hockey Club
Die erfolglose Suche nach einer neuen Heimspielstätte führte zum Ende der Vorsaison 2023/24 zur Einstellung des Spielbetriebes der Arizona Coyotes und zum Umzug der Personals nach Salt Lake City, wo gleichbedeutend damit der Utah Hockey Club gegründet wurde. Formal allerdings handelt es sich bei diesem Vorgang nicht um eine „Relocation“ im engeren Sinne, stattdessen erhält Utah ein klassisches Expansion Team, während das Franchise der Coyotes vorerst ruhte. Der Utah Hockey Club trägt seine Heimspiele im Delta Center aus und lief in dieser Spielzeit unter diesem Namen auf, mit ebenso vorläufigem Logo, Farben und Trikots.

### Gehaltsobergrenze
Die Gehaltsobergrenze (Salary Cap) wurde für die Saison 2024/25 auf 88 Millionen Dollar angehoben.

### Regeländerungen
Am 26. Juni 2024 gab die Liga folgende Regeländerungen für die Saison 2024/25 bekannt:
- Der Videobeweis, die 2015 eingeführte „Coach’s Challenge“, wurde um eine überprüfbare Situation ergänzt: die Strafe für  Spielverzögerung, wenn der Puck über das Glas aus dem Spiel befördert wird. Überprüft werden kann dabei allerdings nur, ob der Puck zuvor abgelenkt wurde (von Spieler, Schläger oder Bande/Glas). Ist die Challenge nicht erfolgreich, wird dies wie üblich mit einer (in diesem Falle zusätzlichen) kleinen Strafe (2 Minuten) geahndet.
- Das verteidigende Team darf keinen Spielerwechsel vornehmen, nachdem der eigene Torwart das Tor versehentlich aus der Befestigung gelöst hat.
- Nach einem Icing erhält nun auch der angreifende Spieler beim Bully erst eine Warnung, bevor er vom Kreis entfernt wird, ebenso wie der verteidigende Spieler.
- Das Sitzen auf der Bande ist den Spielern auf der Bank fortan nicht mehr gestattet. Pro Spiel wird dabei eine Verwarnung ausgesprochen, anschließend werden Verstöße mit einer kleinen Strafe (2 Minuten) geahndet.

### Veranstaltungen
Auch in dieser Saison sollen im Rahmen der NHL Global Series 2024 wieder insgesamt vier Spiele der Hauptrunde in Europa ausgetragen werden. Diese sollen am 4. und 5. Oktober 2024 in der O2 Arena von Prag zwischen den New Jersey Devils und Buffalo Sabres sowie am 1. und 2. November 2024 zwischen den Dallas Stars und den Florida Panthers in der Nokia-areena von Tampere stattfinden. Unter freiem Himmel soll anschließend das traditionelle NHL Winter Classic 2025 am 31. Dezember 2024 im Wrigley Field zwischen den Chicago Blackhawks und St. Louis Blues ausgetragen werden. Statt des NHL All-Star Game fand in dieser Saison zwischen dem 12. und 20. Februar 2025 das 4 Nations Face-Off im Centre Bell von Montréal sowie im TD Garden von Boston statt, in dem rein aus NHL-Spielern bestehende Nationalmannschaften von Kanada, Schweden, Finnland und den USA in einem Turnierformat gegeneinander antraten. Als weiteres Freiluftspiel wurde zudem am 1. März 2025 im Rahmen der NHL Stadium Series 2025 die Partie zwischen den Columbus Blue Jackets und den Detroit Red Wings im Ohio Stadium ausgetragen.

### Arenen
Im September 2024 fanden die Carolina Hurricanes einen neuen Sponsor für ihre Heimspielstätte, sodass diese fortan unter dem Namen Lenovo Center firmiert.

## Entry Draft
Der NHL Entry Draft 2024 fand am 28. und 29. Juni 2024 in der neu erbauten „Sphere“ in Paradise im US-Bundesstaat Nevada statt. Der kanadische Center Macklin Celebrini wurde von den San Jose Sharks als First Overall Draft Pick gewählt. Ihm folgten der Belarusse Arzjom Leuschunou für die Chicago Blackhawks sowie Beckett Sennecke für die Anaheim Ducks. Insgesamt wurden in sieben Runden 225 Spieler ausgewählt.

### Top-5-Picks
| #  | Spieler           | Nationalität | Position | NHL-Team              | College-/Junioren-/Profi-Team    |
| -- | ----------------- | ------------ | -------- | --------------------- | -------------------------------- |
| 1. | Macklin Celebrini | Kanada       | C        | San Jose Sharks       | Boston University (NCAA)         |
| 2. | Arzjom Leuschunou | Belarus      | D        | Chicago Blackhawks    | Michigan State University (NCAA) |
| 3. | Beckett Sennecke  | Kanada       | RW       | Anaheim Ducks         | Oshawa Generals (OHL)            |
| 4. | Cayden Lindstrom  | Kanada       | C        | Columbus Blue Jackets | Medicine Hat Tigers (WHL)        |
| 5. | Iwan Demidow      | Russland     | RW       | Canadiens de Montréal | SKA Sankt Petersburg (KHL)       |

## Reguläre Saison

### Tabellen
Abkürzungen: GP = Spiele, W = Siege, L = Niederlagen, OTL = Niederlage nach Overtime bzw. Shootout, GF = Erzielte Tore, GA = Gegentore, Pts = Punkte

Erläuterungen:  = Playoff-Qualifikation,  = Conference-Sieger,  = Presidents’-Trophy-Gewinner

#### Eastern Conference

##### Atlantic Division
| Rang | Atlantic Division   | GP | W  | L  | OTL | GF  | GA  | Pts |
| ---- | ------------------- | -- | -- | -- | --- | --- | --- | --- |
| 1.   | Toronto Maple Leafs | 82 | 52 | 26 | 4   | 268 | 231 | 108 |
| 2.   | Tampa Bay Lightning | 82 | 47 | 27 | 8   | 294 | 219 | 102 |
| 3.   | Florida Panthers    | 82 | 47 | 31 | 4   | 252 | 223 | 98  |

##### Metropolitan Division
| Rang | Metropolitan Division | GP | W  | L  | OTL | GF  | GA  | Pts |
| ---- | --------------------- | -- | -- | -- | --- | --- | --- | --- |
| 1.   | Washington Capitals   | 82 | 51 | 22 | 9   | 288 | 232 | 111 |
| 2.   | Carolina Hurricanes   | 82 | 47 | 30 | 5   | 266 | 233 | 99  |
| 3.   | New Jersey Devils     | 82 | 42 | 33 | 7   | 242 | 222 | 91  |

##### Wild-Card-Teams
| Rang | Wild-Card-Teams       | Division | GP | W  | L  | OTL | GF  | GA  | Pts |
| ---- | --------------------- | -------- | -- | -- | -- | --- | --- | --- | --- |
| 1.   | Ottawa Senators       | ATL      | 82 | 45 | 30 | 7   | 243 | 234 | 97  |
| 2.   | Canadiens de Montréal | ATL      | 82 | 40 | 31 | 11  | 245 | 265 | 91  |
|      |                       |          |    |    |    |     |     |     |     |
| 3.   | Columbus Blue Jackets | MET      | 82 | 40 | 33 | 9   | 273 | 268 | 89  |
| 4.   | Detroit Red Wings     | ATL      | 82 | 39 | 35 | 8   | 238 | 259 | 86  |
| 5.   | New York Rangers      | MET      | 82 | 39 | 36 | 7   | 256 | 255 | 85  |
| 6.   | New York Islanders    | MET      | 82 | 35 | 35 | 12  | 224 | 260 | 82  |
| 7.   | Pittsburgh Penguins   | MET      | 82 | 34 | 26 | 12  | 243 | 293 | 80  |
| 8.   | Buffalo Sabres        | ATL      | 82 | 36 | 39 | 7   | 269 | 289 | 79  |
| 9.   | Boston Bruins         | ATL      | 82 | 33 | 39 | 10  | 222 | 272 | 76  |
| 10.  | Philadelphia Flyers   | MET      | 82 | 33 | 39 | 10  | 238 | 286 | 76  |

#### Western Conference

##### Central Division
| Rang | Central Division   | GP | W  | L  | OTL | GF  | GA  | Pts |
| ---- | ------------------ | -- | -- | -- | --- | --- | --- | --- |
| 1.   | Winnipeg Jets      | 82 | 56 | 22 | 4   | 277 | 191 | 116 |
| 2.   | Dallas Stars       | 82 | 50 | 26 | 6   | 277 | 224 | 106 |
| 3.   | Colorado Avalanche | 82 | 49 | 29 | 4   | 277 | 234 | 102 |

##### Pacific Division
| Rang | Pacific Division     | GP | W  | L  | OTL | GF  | GA  | Pts |
| ---- | -------------------- | -- | -- | -- | --- | --- | --- | --- |
| 1.   | Vegas Golden Knights | 82 | 50 | 22 | 10  | 275 | 219 | 110 |
| 2.   | Los Angeles Kings    | 82 | 48 | 25 | 9   | 250 | 206 | 105 |
| 3.   | Edmonton Oilers      | 82 | 48 | 29 | 5   | 259 | 236 | 101 |

##### Wild-Card-Teams
| Rang | Wild-Card-Teams     | Division | GP | W  | L  | OTL | GF  | GA  | Pts |
| ---- | ------------------- | -------- | -- | -- | -- | --- | --- | --- | --- |
| 1.   | Minnesota Wild      | CEN      | 82 | 45 | 30 | 7   | 228 | 239 | 97  |
| 2.   | St. Louis Blues     | CEN      | 82 | 44 | 30 | 8   | 254 | 233 | 96  |
|      |                     |          |    |    |    |     |     |     |     |
| 3.   | Calgary Flames      | PAC      | 82 | 41 | 27 | 14  | 225 | 238 | 96  |
| 4.   | Vancouver Canucks   | PAC      | 82 | 38 | 30 | 14  | 236 | 253 | 90  |
| 5.   | Utah Hockey Club    | CEN      | 82 | 38 | 31 | 13  | 241 | 251 | 89  |
| 6.   | Anaheim Ducks       | PAC      | 82 | 35 | 37 | 10  | 221 | 263 | 80  |
| 7.   | Seattle Kraken      | PAC      | 82 | 35 | 41 | 6   | 247 | 265 | 76  |
| 8.   | Nashville Predators | CEN      | 82 | 30 | 44 | 8   | 214 | 274 | 68  |
| 9.   | Chicago Blackhawks  | CEN      | 82 | 25 | 46 | 11  | 226 | 296 | 61  |
| 10.  | San Jose Sharks     | PAC      | 82 | 20 | 50 | 12  | 210 | 315 | 52  |

### Beste Scorer

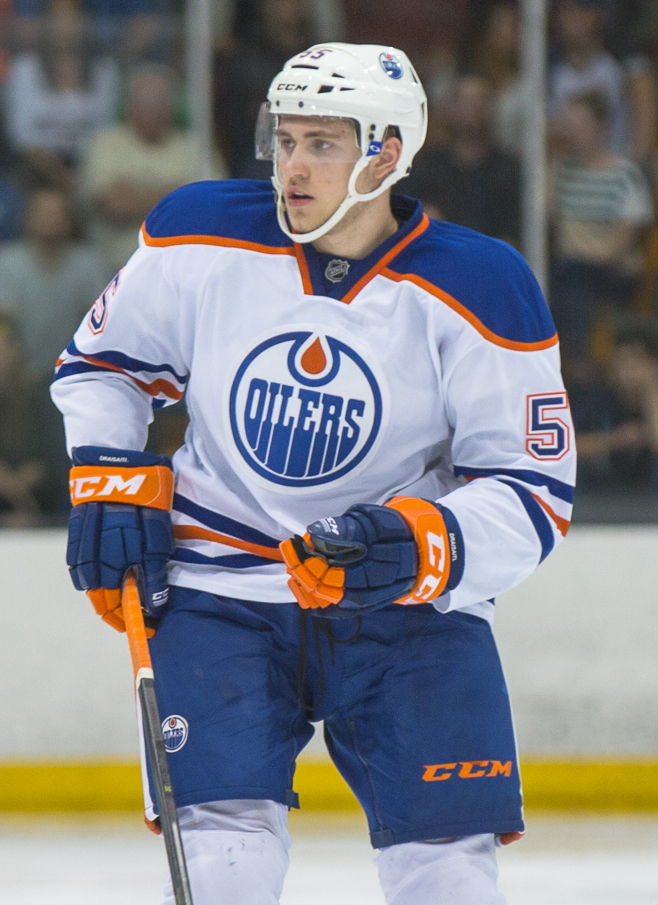
Leon Draisaitl, bester Torschütze und Gewinner der Maurice Richard Trophy.

Nikita Kutscherow führte die Scorerliste ebenso wie im Vorjahr mit 121 Punkten an und gewann somit nach 2019 und 2024 seine dritte Art Ross Trophy. Bester Torschütze und Gewinner der Maurice Richard Trophy wurde zum ersten Mal Leon Draisaitl, der 52 Treffer erzielte. In puncto Toren ist zudem erwähnenswert, dass Alexander Owetschkin im April 2025 sein 895. Tor in der NHL erzielte und damit den Bestwert des bisherigen Rekordtorschützen Wayne Gretzky übertraf. Punktbester Abwehrspieler wurde Cale Makar, der sich mit 92 Punkten auch unter den besten zehn Scorern platzierte. Die Plus/Minus-Statistik führte derweil Ryan McDonagh mit einem Wert von +43 an.
Abkürzungen: Sp = Spiele, T = Tore, V = Assists, Pkt = Punkte, +/− = Plus/Minus, SM = Strafminuten; Fett: Bestwert
| Spieler           | Mannschaft           | Sp | T  | V  | Pkt | +/− | SM |
| ----------------- | -------------------- | -- | -- | -- | --- | --- | -- |
| Nikita Kutscherow | Tampa Bay Lightning  | 78 | 37 | 84 | 121 | +22 | 45 |
| Nathan MacKinnon  | Colorado Avalanche   | 79 | 32 | 84 | 116 | +25 | 41 |
| Leon Draisaitl    | Edmonton Oilers      | 71 | 52 | 54 | 106 | +32 | 34 |
| David Pastrňák    | Boston Bruins        | 82 | 43 | 63 | 106 | ±0  | 42 |
| Mitchell Marner   | Toronto Maple Leafs  | 81 | 27 | 75 | 102 | +18 | 14 |
| Connor McDavid    | Edmonton Oilers      | 67 | 26 | 74 | 100 | +20 | 37 |
| Kyle Connor       | Winnipeg Jets        | 82 | 41 | 56 | 97  | +17 | 25 |
| Jack Eichel       | Vegas Golden Knights | 77 | 28 | 66 | 94  | +32 | 8  |
| Cale Makar        | Colorado Avalanche   | 80 | 30 | 62 | 92  | +28 | 14 |
| Sidney Crosby     | Pittsburgh Penguins  | 80 | 33 | 58 | 91  | −20 | 31 |

### Beste Torhüter
Die kombinierte Tabelle zeigt die jeweils drei besten Torhüter in den Kategorien Gegentorschnitt und Fangquote sowie die jeweils Führenden in den Kategorien Shutouts und Siege.
Abkürzungen: GP = Spiele, TOI = Eiszeit (in Minuten), W = Siege, L = Niederlagen, OTL = Overtime-Niederlagen, GA = Gegentore, SO = Shutouts, Sv% = gehaltene Schüsse (in %), GAA = Gegentorschnitt; Fett: Saisonbestwert
Es werden nur Torhüter erfasst, die mindestens 25 Spiele absolviert haben. Sortiert nach bestem Gegentorschnitt.
| Spieler           | Team                | GP | TOI     | W  | L  | OTL | GA  | SO | Sv%  | GAA  |
| ----------------- | ------------------- | -- | ------- | -- | -- | --- | --- | -- | ---- | ---- |
| Connor Hellebuyck | Winnipeg Jets       | 63 | 3741:22 | 47 | 12 | 3   | 125 | 8  | 92,5 | 2,00 |
| Darcy Kuemper     | Los Angeles Kings   | 50 | 2973:39 | 31 | 11 | 7   | 100 | 5  | 92,2 | 2,02 |
| Anthony Stolarz   | Toronto Maple Leafs | 34 | 1986:54 | 21 | 8  | 3   | 71  | 4  | 92,6 | 2,14 |

### Beste Rookiescorer
Mit Lane Hutson führte erstmals seit Quinn Hughes (2019/20) wieder ein Abwehrspieler die Rookie-Scorerliste an, so verzeichnete er 66 Punkte in 82 Partien. Seine 60 Vorlagen stellten zudem einen Bestwert für Rookie-Verteidiger dar, wobei er mit Larry Murphy (1980/81) gleichzog. Bester Torschütze und Zweitplatzierter wurde Matwei Mitschkow mit 26 Treffern, punktgleich mit Macklin Celebrini auf dem dritten Rang. Die Plus/Minus-Statistik führte derweil Zack Bolduc von den St. Louis Blues mit einem Wert von +22 an.
Abkürzungen: Sp = Spiele, T = Tore, V = Assists, Pkt = Punkte, +/− = Plus/Minus, SM = Strafminuten; Fett: Bestwert
| Spieler           | Mannschaft            | Sp | T  | V  | Pkt | +/− | SM |
| ----------------- | --------------------- | -- | -- | -- | --- | --- | -- |
| Lane Hutson       | Canadiens de Montréal | 82 | 6  | 60 | 66  | −2  | 34 |
| Matwei Mitschkow  | Philadelphia Flyers   | 80 | 26 | 37 | 63  | −18 | 46 |
| Macklin Celebrini | San Jose Sharks       | 70 | 25 | 38 | 63  | −31 | 28 |
| Will Smith        | San Jose Sharks       | 74 | 18 | 27 | 45  | −15 | 18 |
| Cutter Gauthier   | Anaheim Ducks         | 82 | 20 | 24 | 44  | +8  | 20 |

## Stanley-Cup-Playoffs
|  | Conference-Viertelfinale | Conference-Viertelfinale | Conference-Viertelfinale |    |                      | Conference-Halbfinale | Conference-Halbfinale | Conference-Halbfinale |  |  | Conference-Finale | Conference-Finale | Conference-Finale |  |  | Stanley-Cup-Finale | Stanley-Cup-Finale | Stanley-Cup-Finale |
|  |                          |                          |                          |    |                      |                       |                       |                       |  |  |                   |                   |                   |  |  |                    |                    |                    |
|  | A1                       | Toronto Maple Leafs      | 4                        |    |                      |                       |                       |                       |  |  |                   |                   |                   |  |  |                    |                    |                    |
|  | EWC1                     | Ottawa Senators          | 2                        |    |                      |                       |                       |                       |  |  |                   |                   |                   |  |  |                    |                    |                    |
|  | EWC1                     | Ottawa Senators          | 2                        | A1 | Toronto Maple Leafs  | 3                     |                       |                       |  |  |                   |                   |                   |  |  |                    |                    |                    |
|  |                          |                          |                          | A1 | Toronto Maple Leafs  | 3                     | Eastern Conference    |                       |  |  |                   |                   |                   |  |  |                    |                    |                    |
|  |                          | A3                       | Florida Panthers         | 4  |                      |                       |                       |                       |  |  |                   |                   |                   |  |  |                    |                    |                    |
|  | A2                       | A3                       | Florida Panthers         | 4  | Tampa Bay Lightning  | 1                     |                       |                       |  |  |                   |                   |                   |  |  |                    |                    |                    |
|  | A2                       |                          |                          |    | Tampa Bay Lightning  | 1                     |                       |                       |  |  |                   |                   |                   |  |  |                    |                    |                    |
|  | A3                       | Florida Panthers         | 4                        |    |                      |                       |                       |                       |  |  |                   |                   |                   |  |  |                    |                    |                    |
|  | A3                       | Florida Panthers         | 4                        | A3 | Florida Panthers     | 4                     |                       |                       |  |  |                   |                   |                   |  |  |                    |                    |                    |
|  |                          |                          |                          |    |                      |                       |                       |                       |  |  |                   |                   |                   |  |  |                    |                    |                    |
|  |                          | M2                       | Carolina Hurricanes      | 1  |                      |                       |                       |                       |  |  |                   |                   |                   |  |  |                    |                    |                    |
|  | M1                       | M2                       | Carolina Hurricanes      | 1  | Washington Capitals  | 4                     |                       |                       |  |  |                   |                   |                   |  |  |                    |                    |                    |
|  | M1                       |                          |                          |    | Washington Capitals  | 4                     |                       |                       |  |  |                   |                   |                   |  |  |                    |                    |                    |
|  | EWC2                     | Canadiens de Montréal    | 1                        |    |                      |                       |                       |                       |  |  |                   |                   |                   |  |  |                    |                    |                    |
|  | EWC2                     | Canadiens de Montréal    | 1                        | M1 | Washington Capitals  | 1                     |                       |                       |  |  |                   |                   |                   |  |  |                    |                    |                    |
|  |                          |                          |                          | M1 | Washington Capitals  | 1                     |                       |                       |  |  |                   |                   |                   |  |  |                    |                    |                    |
|  |                          | M2                       | Carolina Hurricanes      | 4  |                      |                       |                       |                       |  |  |                   |                   |                   |  |  |                    |                    |                    |
|  | M2                       | M2                       | Carolina Hurricanes      | 4  | Carolina Hurricanes  | 4                     |                       |                       |  |  |                   |                   |                   |  |  |                    |                    |                    |
|  | M2                       |                          |                          |    | Carolina Hurricanes  | 4                     |                       |                       |  |  |                   |                   |                   |  |  |                    |                    |                    |
|  | M3                       | New Jersey Devils        | 1                        |    |                      |                       |                       |                       |  |  |                   |                   |                   |  |  |                    |                    |                    |
|  | M3                       | New Jersey Devils        | 1                        | A3 | Florida Panthers     | 4                     |                       |                       |  |  |                   |                   |                   |  |  |                    |                    |                    |
|  |                          |                          |                          |    |                      |                       |                       |                       |  |  |                   |                   |                   |  |  |                    |                    |                    |
|  |                          | P3                       | Edmonton Oilers          | 2  |                      |                       |                       |                       |  |  |                   |                   |                   |  |  |                    |                    |                    |
|  | C1                       | P3                       | Edmonton Oilers          | 2  | Winnipeg Jets        | 4                     |                       |                       |  |  |                   |                   |                   |  |  |                    |                    |                    |
|  | C1                       |                          |                          |    | Winnipeg Jets        | 4                     |                       |                       |  |  |                   |                   |                   |  |  |                    |                    |                    |
|  | WWC2                     | St. Louis Blues          | 3                        |    |                      |                       |                       |                       |  |  |                   |                   |                   |  |  |                    |                    |                    |
|  | WWC2                     | St. Louis Blues          | 3                        | C1 | Winnipeg Jets        | 2                     |                       |                       |  |  |                   |                   |                   |  |  |                    |                    |                    |
|  |                          |                          |                          | C1 | Winnipeg Jets        | 2                     |                       |                       |  |  |                   |                   |                   |  |  |                    |                    |                    |
|  |                          | C2                       | Dallas Stars             | 4  |                      |                       |                       |                       |  |  |                   |                   |                   |  |  |                    |                    |                    |
|  | C2                       | C2                       | Dallas Stars             | 4  | Dallas Stars         | 4                     |                       |                       |  |  |                   |                   |                   |  |  |                    |                    |                    |
|  | C2                       |                          |                          |    | Dallas Stars         | 4                     |                       |                       |  |  |                   |                   |                   |  |  |                    |                    |                    |
|  | C3                       | Colorado Avalanche       | 3                        |    |                      |                       |                       |                       |  |  |                   |                   |                   |  |  |                    |                    |                    |
|  | C3                       | Colorado Avalanche       | 3                        | C2 | Dallas Stars         | 1                     |                       |                       |  |  |                   |                   |                   |  |  |                    |                    |                    |
|  |                          |                          |                          |    |                      |                       |                       |                       |  |  |                   |                   |                   |  |  |                    |                    |                    |
|  |                          | P3                       | Edmonton Oilers          | 4  |                      |                       |                       |                       |  |  |                   |                   |                   |  |  |                    |                    |                    |
|  | P1                       | P3                       | Edmonton Oilers          | 4  | Vegas Golden Knights | 4                     |                       |                       |  |  |                   |                   |                   |  |  |                    |                    |                    |
|  | P1                       |                          |                          |    | Vegas Golden Knights | 4                     |                       |                       |  |  |                   |                   |                   |  |  |                    |                    |                    |
|  | WWC1                     | Minnesota Wild           | 2                        |    |                      |                       |                       |                       |  |  |                   |                   |                   |  |  |                    |                    |                    |
|  | WWC1                     | Minnesota Wild           | 2                        | P1 | Vegas Golden Knights | 1                     |                       |                       |  |  |                   |                   |                   |  |  |                    |                    |                    |
|  |                          |                          |                          | P1 | Vegas Golden Knights | 1                     | Western Conference    |                       |  |  |                   |                   |                   |  |  |                    |                    |                    |
|  |                          | P3                       | Edmonton Oilers          | 4  |                      |                       |                       |                       |  |  |                   |                   |                   |  |  |                    |                    |                    |
|  | P2                       | P3                       | Edmonton Oilers          | 4  | Los Angeles Kings    | 2                     |                       |                       |  |  |                   |                   |                   |  |  |                    |                    |                    |
|  | P2                       |                          |                          |    | Los Angeles Kings    | 2                     |                       |                       |  |  |                   |                   |                   |  |  |                    |                    |                    |
|  | P3                       | Edmonton Oilers          | 4                        |    |                      |                       |                       |                       |  |  |                   |                   |                   |  |  |                    |                    |                    |

## NHL Awards und vergebene Trophäen
| Auszeichnung                          | Auszeichnung              | Team                  |
| ------------------------------------- | ------------------------- | --------------------- |
| Stanley Cup                           | Stanley Cup               | Florida Panthers      |
| Clarence S. Campbell Bowl             | Clarence S. Campbell Bowl | Edmonton Oilers       |
| Prince of Wales Trophy                | Prince of Wales Trophy    | Florida Panthers      |
| Presidents’ Trophy                    | Presidents’ Trophy        | Winnipeg Jets         |
| Auszeichnung                          | Spieler                   | Team                  |
| Art Ross Trophy                       | Nikita Kutscherow         | Tampa Bay Lightning   |
| Bill Masterton Memorial Trophy        | Sean Monahan              | Columbus Blue Jackets |
| Calder Memorial Trophy                | Lane Hutson               | Canadiens de Montréal |
| Conn Smythe Trophy                    | Sam Bennett               | Florida Panthers      |
| Frank J. Selke Trophy                 | Aleksander Barkov         | Florida Panthers      |
| Hart Memorial Trophy                  | Connor Hellebuyck         | Winnipeg Jets         |
| Jack Adams Award                      | Spencer Carbery           | Washington Capitals   |
| James Norris Memorial Trophy          | Cale Makar                | Colorado Avalanche    |
| King Clancy Memorial Trophy           | Aleksander Barkov         | Florida Panthers      |
| Lady Byng Memorial Trophy             | Anže Kopitar              | Los Angeles Kings     |
| Mark Messier Leadership Award         | Alexander Owetschkin      | Washington Capitals   |
| Maurice ‚Rocket‘ Richard Trophy       | Leon Draisaitl            | Edmonton Oilers       |
| NHL General Manager of the Year Award |                           |                       |
| NHL Plus/Minus Award (inoffiziell)    | Ryan McDonagh             | Tampa Bay Lightning   |
| Ted Lindsay Award                     | Nikita Kutscherow         | Tampa Bay Lightning   |
| Vezina Trophy                         | Connor Hellebuyck         | Winnipeg Jets         |
| William M. Jennings Trophy            | Connor Hellebuyck         | Winnipeg Jets         |

### All-Star-Teams
| First All-Star-Team |                                                    |
| Angriff:            | Kyle Connor – Nathan MacKinnon – Nikita Kutscherow |
| Verteidigung:       | Cale Makar – Zach Werenski                         |
| Tor:                | Connor Hellebuyck                                  |

| Second All-Star-Team |                                                 |
| Angriff:             | Brandon Hagel – Leon Draisaitl – David Pastrňák |
| Verteidigung:        | Victor Hedman – Quinn Hughes                    |
| Tor:                 | Andrei Wassilewski                              |

### All-Rookie-Team
| All-Rookie-Team |                                                        |
| Angriff:        | Macklin Celebrini – Cutter Gauthier – Matwei Mitschkow |
| Verteidigung:   | Lane Hutson – Denton Mateychuk                         |
| Tor:            | Dustin Wolf                                            |